# Medal Służby Ogólnej Morskiej (1793–1840)
Medal Służby Ogólnej Morskiej (ang. Naval General Service Medal – odznaczenie wojskowe za służbę w latach 1793–1840, jeden z medali kampanii brytyjskich ustanowiony w roku 1847.

## Zasady nadawania
Medal nadawany był za udział w wielu konfliktach i operacjach morskich Royal Navy od roku 1793 do 1840. Każda bitwa lub akcja oznaczana była odpowiednią klamrą na wstążce medalu, nigdy nie był wydany bez odpowiedniej klamry.
Usankcjonowano 233 klamry (jednak jeden człowiek mógł ich otrzymać tylko siedem).
Datą końcową na rozpatrzenie wniosków był 1 maja 1851.
Po tym terminie medal był wydawany tylko dla żyjących roszczeniobiorców. Rodziny nie miały praw do medalu po zmarłych krewnych.
Medal jednak był przyznawany krewnym, których bliscy zmarli pomiędzy datą złożenia prośby i wręczeniem medalu.
Ten medal i jego lądowy odpowiednik Medal Służby Ogólnej Wojskowej, były wśród pierwszych medali kampanii brytyjskich, które nadawane był żołnierzom wszystkich rang za samo uczestnictwo.
Jego odpowiednikiem dla wyższych oficerów był Medal Złoty Morski (za służbę w latach 1793–1840), a następcą był Medal Służby Ogólnej Morskiej (za lata 1909–1962).

## Klamry medalu
Medal nie był nadawany w wersji bez okucia, których autoryzowano w sumie 233, m.in.:

- 1 June 1794
- 14 March 1795
- 23rd June 1795
- St Vincent
- Camperdown
- Nile
- 12 Octr 1798
- Egypt
- Copenhagen 1801
- Gut of Gibraltar 12 July 1801
- Trafalgar
- 4 Novr 1805
- St Domingo
- Martinique
- Basque Roads 1809
- Guadaloupe
- Java
- St Sebastian
- Algiers
- Navarino
- Syria
- 14 Dec. Boat Service

## Opis medalu
Awers: lewy profil królowej Wiktorii w koronie z inskrypcją VICTORIA REGINA.
Rewers: Brytania na siedząca koniu podróżująca przez morze, jej lewa ręka spoczywa na tarczy Unii, a w prawej trzyma trójząb.
Wstążka: biała z granatowymi paskami wzdłuż obu krawędzi.